# 釜玉うどん

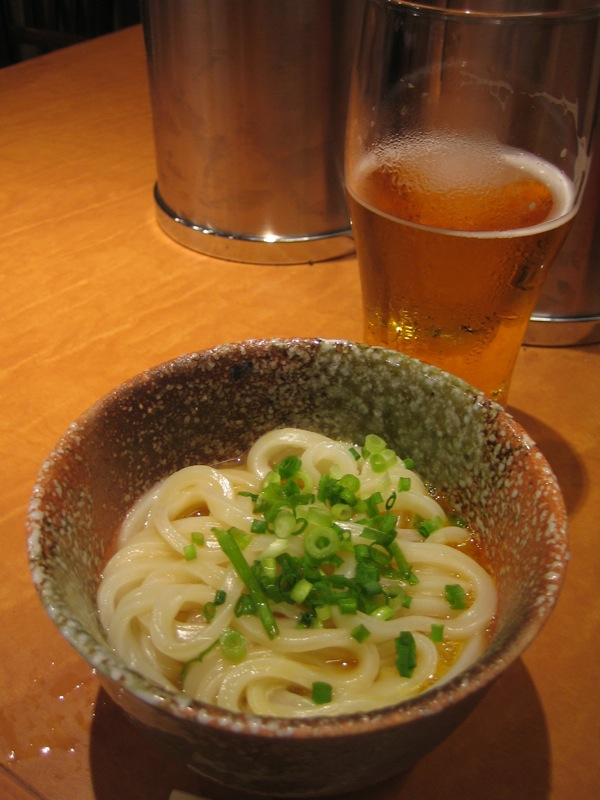
釜玉うどん

釜玉うどん（かまたまうどん）とは、讃岐うどん料理の一種。茹でたてのうどんに生卵をからめ、生醤油やつゆなどで味付けして食べる。
釜玉とは「釜揚げ」と「玉子」の合成語であり、釜揚げうどんに生卵を追加した食べ方である。釜揚げうどんとは、茹で上げた後に冷水で締めていない状態のうどんを意味するため、一度締めた後に再加熱したうどん（冷凍うどん等含む）に生卵を和えても釜玉うどんにならない。
元来、香川県内のうどん店でも釜玉うどんというメニューは無く、常連客の希望に応じて生まれた料理である。綾川町にある「山越うどん」が一般メニューに加えたことで広く食べられるようになったとされる。なお、上記はあくまでも店舗でのメニューの起源である。家庭では冷水でしめる手間が無く簡単にできるので醤油をかけただけのかま醤油や釜玉は昔から自然発生的に存在していた。